# Maati Bouabid

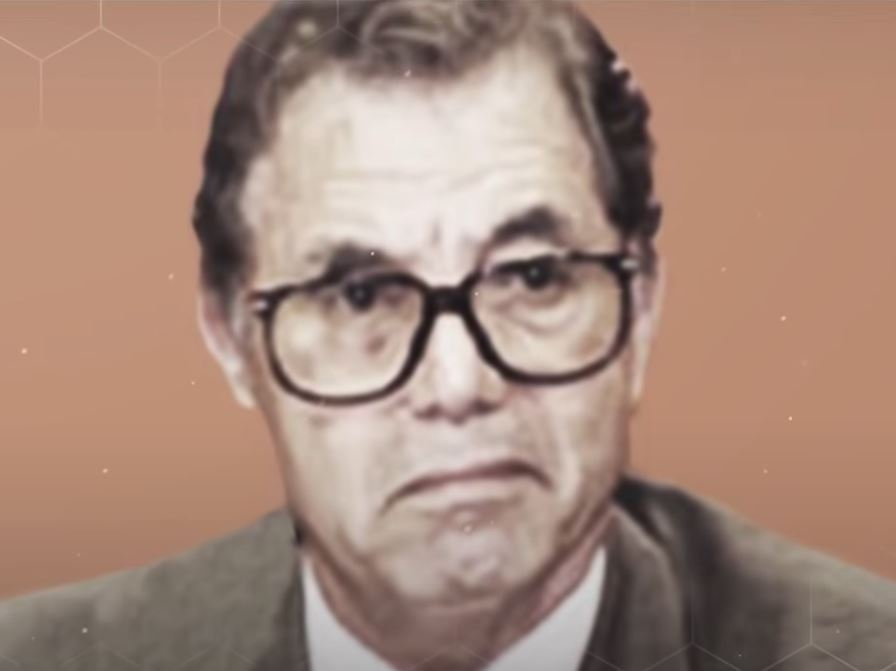
Maati Bouabid

Maati Bouabid (arabisch المعطي بوعبيد, DMG al-Maʿṭī Bū ʿAbīd; * 11. November 1927 in Casablanca; † 1. November 1996 in Rabat) war ein marokkanischer Politiker.

## Frühes Leben
Geboren in Casablanca, studierte er Rechtswissenschaften in Bordeaux. Schon als Student war er politisch in der marokkanischen Unabhängigkeitsbewegung aktiv. Seine Berufslaufbahn begann 1955 als Rechtsanwalt, und 1956 wurde er zum Vertreter der Staatsanwaltschaft in Tanger ernannt, sowie 1957 zum Generalstaatsanwalt am Berufungsgerichtshof in Tanger.

## Politische Laufbahn
Bouabid war einige Zeit ein politischer Weggefährte von Abdallah Ibrahim. So wurde er unter der Regierung Ibrahim (1958–1960) Minister für Arbeit und Soziales und wurde 1961 mit Unterstützung von dessen neugegründeter Partei UNFP Präsident des Stadtrats von Casablanca. Im Jahre 1960 wirkte er an der Gründung der mit der Istiqlal-Partei verbundenen Gewerkschaft Union Générale des Travailleurs du Maroc mit. Im Jahre 1977 trat er als Justizminister der Regierung unter Ahmed Osman bei. 1979 löste er diesen als Premierminister ab und blieb selbst noch bis 1981 Justizminister. In diesem Jahr bildete er eine neue Regierungskoalition, welche bis 1983 hielt.
Am Ende seiner Regierungszeit gründete Bouabid mit Genehmigung des Königs 1983 die neue Partei Konstitutionelle Union, mit welcher er auf Anhieb die folgenden beiden Parlamentswahlen gewann. Unter dem von König Hassan II. eingesetzten Premierminister Mohammed Karim Lamrani war er von 1983 bis 1985 Staatsminister. Die von ihm geleitete Partei blieb Koalitionsmitglied in allen marokkanischen Regierungen bis zu seinem Tode.